# Laverda 1200
La Laverda 1200 è una motocicletta prodotta dalla casa motociclistica italiana Moto Laverda dal 1977 al 1982.

## Descrizione e storia
Il suo motore tricilindrico,  sviluppato e derivato dalla Laverda 1000, era un 4 tempi a ciclo Otto con raffreddamento ad aria dotato di distribuzione mediante due alberi a camme in testa che azionavano 2 valvole per cilindro per un totale di 6. Il cambio era a cinque marce, mentre la trasmissione finale a catena. Ad alimentare il propulsore c'erano tre carburatori da 32 mm Dell'Orto.

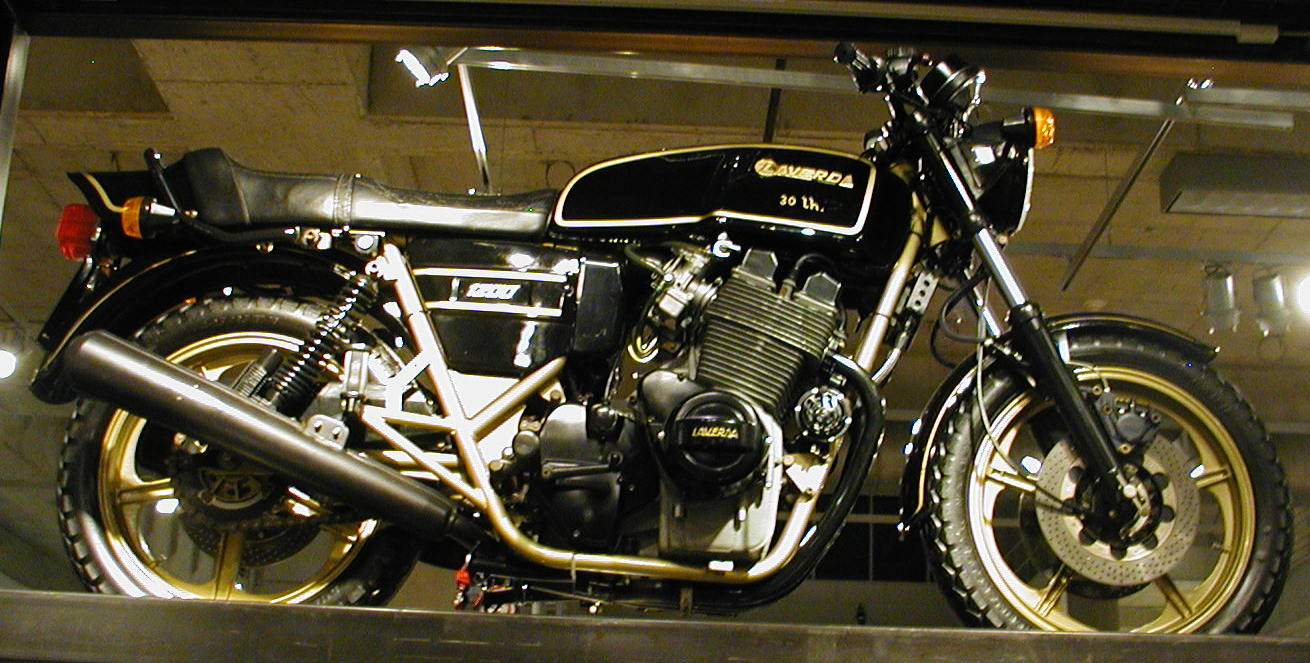
30º Anniversario 1200

### 1200 T
Basata sulla Laverda 3CL, fu introdotta nel 1977. Sebbene commercializzata come 1200, la cilindrata effettiva era di 1116 cm³, ottenuta aumentando l'alesaggio di 5 mm da 75 a 80 mm, con la corsa che rimaneva a 74 mm. Fu adottata una forcella anteriore della Ceriani da 38 mm. Vennero montati tre dischi Brembo da 280 mm, di cui due davanti e uno al posteriore. Le ruote in lega erano di produzione Laverda. 
All'inizio del 1978 furono apportate numerose modifiche: la forcella anteriore Marzocchi da 38 mm sostituì quella Ceriani, l'accensione elettronica BTZ soppiantò l'unità Bosch e venne dotata di un nuovo serbatoio della benzina.

### 1200 Jota America
La 1200 Jota America, versione dedicata al solo mercato statunitense, fu prodotta per rispettare le normative US-DOT ed includeva una serie di modifiche tra cui il posizionamento del cambio sul lato sinistro e il rapporto di compressione ridotto da 10:1 a 8:1.

### Mirage
Il Mirage era la versione con le prestazioni più elevate della 1200. 

### Formula Mirage
Realizzata in un numero limitato di esemplari, le Formula Mirage vennero costruiti dall'importatore britannico Slaters. Questi avevano un rapporto di compressione più elevato e alberi a camme da corsa. Furono montati una sella e un serbatoio in fibra di vetro monopezzo e una carenatura. 

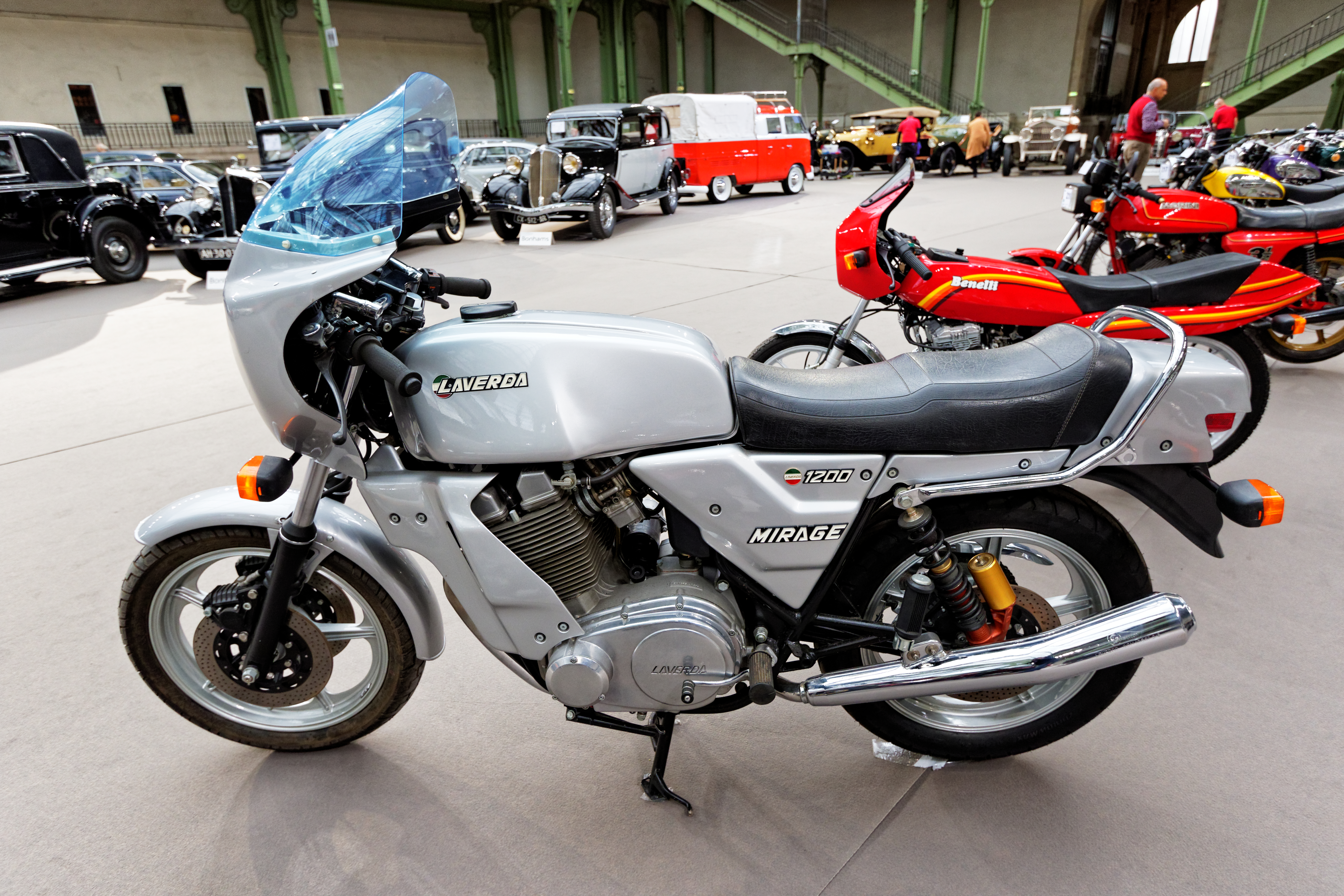
1200 TS

### 30º Anniversario
Per celebrare i 30 anni di produzione di motociclette, Laverda annunciò nel 1979 che avrebbe prodotto un modello celebrativo in edizione limitata. Ne furono prodotti 200, anche se meno di 50 furono venduti al pubblico. Il resto venne venduto alla Polizia Libica.
Su questa versione furono montati una frizione idraulica e dischi forati. Il motore era dotato di valvole di aspirazione più grandi, come quelle utilizzate sulla Jota. Il modello era rifinito in nero e oro con le parti cromate rifinite in cromo nero, stesso trattamento adoperato anche per i coperchi del motore. Sia il manubrio che il rivestimento della sella che erano unici per questo modello. Il dado dello sterzo era placcato in oro.

### 1200 TS
La 1200 TS fu introdotta nel 1979. Presentava una carenatura anteriore con cupolino, alcune parti in fibra di vetro che proteggevano il motore e una nuova sezione del codino e della sella. La maggior parte dei modelli TS era dipinta in argento. Nel 1980 furono montate valvole di aspirazione più grandi e nel 1981 fu montato un alternatore Nippon Denso più grande.
Per il mercato americano furono montate camme differenti insieme a scarichi più restrittivi con deflettori per la riduzione del rumore. 

### 1200 Austria
L'importatore austriaco Werner Sulzbacher, in collaborazione con l'ingegnere Franz Laimboeck, produsse una piccola serie in versione cafe-racer con motore maggiorato.